# Vaterpolo klub Polet Sombor
Il Vaterpolo klub Polet Sombor è una società pallanuotistica di Sombor, in Serbia. È stata la prima squadra a vincere il Campionato Nazionale di Jugoslavia.

## Palmarès

### Trofei nazionali
- Campionato jugoslavo: 3

1921, 1922, 1924